# Dufrenoya aurantiaca
Dufrenoya aurantiaca är en tvåhjärtbladig växtart som beskrevs av Hans Ulrich Stauffer. Dufrenoya aurantiaca ingår i släktet Dufrenoya och familjen Amphorogynaceae. Inga underarter finns listade i Catalogue of Life.